# 罗格·努德斯特伦
罗格·努德斯特伦（瑞典語：Roger Nordström，1966年4月27日—），瑞典男子冰球运动员，场上位置是守门员。他曾代表瑞典国家队参加1992年冬季奥林匹克运动会冰球比赛，获得第5名。